# Statistiques et records de l'équipe de France de football
 (septembre 2022).
 (septembre 2022).
Si vous disposez d'ouvrages ou d'articles de référence ou si vous connaissez des sites web de qualité traitant du thème abordé ici, merci de compléter l'article en donnant les références utiles à sa vérifiabilité et en les liant à la section « Notes et références ».
Cet article contient les statistiques et records de l'équipe de France de football.

## Équipe

### Plus larges victoires et défaites
| Données                               | Score             | Adversaire                               | Date                                                | Lieu                       | Réf   |
| ------------------------------------- | ----------------- | ---------------------------------------- | --------------------------------------------------- | -------------------------- | ----- |
| Général                               |                   |                                          |                                                     |                            |       |
| Plus large victoire                   | 14 – 0            | Gibraltar                                | 18 novembre 2023                                    | Nice                       |       |
| Plus large victoire à domicile        | 14 – 0            | Gibraltar                                | 18 novembre 2023                                    | Nice                       |       |
| Plus large victoire à l'extérieur     | 0 – 7             | Chypre                                   | 11 octobre 1980                                     | Limassol                   |       |
| Plus large victoire en terrain neutre |                   |                                          |                                                     |                            |       |
| Plus large défaite                    | 1 – 17            | Danemark                                 | 22 octobre 1908                                     | Londres                    |       |
| Plus large défaite à domicile         | 0 – 15            | Angleterre amateur                       | 1er novembre 1906                                   | Paris                      |       |
| Plus large défaite à l'extérieur      | 12 – 0            | Angleterre amateur                       | 23 mars 1908                                        | Londres                    |       |
| Plus large défaite en terrain neutre  | 1 – 17            | Danemark                                 | 22 octobre 1908                                     | Londres                    |       |
| Coupe du monde                        |                   |                                          |                                                     |                            |       |
| Plus larges victoires                 | 7 – 3 4 – 0 4 – 0 | Paraguay Irlande du Nord Arabie saoudite | 8 juin 1958 19 juin 1958 18 juin 1998               | Norrköping Saint-Denis     | [ 1 ] |
| Plus large défaite                    | 2 – 5             | Brésil                                   | 24 juin 1958                                        | Solna                      | [ 1 ] |
| Euro                                  |                   |                                          |                                                     |                            |       |
| Plus large victoire                   | 5 – 0             | Belgique                                 | 16 juin 1984                                        | Nantes                     | [ 2 ] |
| Plus large défaite                    | 1 – 4             | Pays-Bas                                 | 13 juin 2008                                        | Berne                      | [ 2 ] |
| Coupe des Confédérations              |                   |                                          |                                                     |                            |       |
| Plus larges victoires                 | 5 – 0 5 – 0       | Corée du Sud Nouvelle-Zélande            | 30 mai 2001 22 juin 2003                            | Daegu Saint-Denis          | [ 3 ] |
| Plus large défaite                    | 0 – 1             | Australie                                | 1er juin 2001                                       | Daegu                      | [ 3 ] |
| Ligue des Nations                     |                   |                                          |                                                     |                            |       |
| Plus large victoire                   | 1 – 4             | Israël                                   | 10 octobre 2024                                     | Budapest                   |       |
| Plus large défaite                    | 0 – 2 0 – 2 1 – 3 | Pays-Bas Danemark Italie                 | 16 novembre 2018 25 septembre 2022 6 septembre 2024 | Rotterdam Copenhague Paris |       |

### Séries
- Série de victoires : 14 victoires consécutives (du 29 mars 2003,  France-Malte  : 6-0, à Lens, au 18 février 2004,  Belgique-France  : 0-2, à Bruxelles).
- Série de matchs sans défaite : 30 matchs consécutifs (du 16 février 1994 au 9 octobre 1996, suivis le 9 novembre 1996 de  Danemark-France  : 1-0 à Copenhague).
- Série de défaites : 12 défaites consécutives (du 23 mars 1908 au 23 mars 1911).
- Série de matchs sans victoire : 15 matchs consécutifs (du 23 mars 1908 au 30 avril 1911).
- Série de matchs avec un but : 22 matchs consécutifs (du 14 octobre 2020 au 29 mars 2022).
- Record d’invincibilité (aucun but encaissé) : 11 rencontres consécutives (du 29 juin 2003 au 6 juin 2004 - 1 040 minutes).

### Premiers matchs
- Premier match international :  Belgique-France  : 3-3 (1er mai 1904 à Bruxelles)[4].
- Premier match au Parc des Princes :  France-Suisse  (1-0)[Note 1], le 12 février 1905
- Premier match au Stade olympique Yves-du-Manoir à Colombes (appelé alors Stade du Matin) :  France-Belgique  (1-2), le 12 avril 1908
- Premier match au Stade de France :  France-Espagne  (1-0), le 28 janvier 1998

### Affluences et audiences
- Plus forte affluence à domicile : 80 051 spectateurs pour  France-Ukraine  : 2-0 (au Stade de France, le samedi 2 juin 2007).
- Plus forte affluence à l'extérieur : 125 631 spectateurs pour  Écosse-France  : 2-0 (à l'Hampden Park de Glasgow le 27 avril 1949).
- Plus forte audience française pour un match télévisé : 24,08 millions de téléspectateurs sur TF1 pour  Argentine-France  : 3-3 tab 4-2 (finale de la Coupe du monde 2022), avec un pic d'audience à 29,4 millions de téléspectateurs au moment de la séance de tirs au but[5].

## Joueurs

### Sélections

#### Nombre de sélections
| Rang | Nom               | Poste     | Période   | Sélections | Buts |
| ---- | ----------------- | --------- | --------- | ---------- | ---- |
| 1    | Hugo Lloris       | Gardien   | 2008-2022 | 145        | 0    |
| 2    | Lilian Thuram     | Défenseur | 1994-2008 | 142        | 2    |
| 3    | Olivier Giroud    | Attaquant | 2011-2024 | 137        | 57   |
| 3    | Antoine Griezmann | Attaquant | 2014-2024 | 137        | 44   |
| 5    | Thierry Henry     | Attaquant | 1997-2010 | 123        | 51   |
| 6    | Marcel Desailly   | Défenseur | 1993-2004 | 116        | 3    |
| 7    | Zinédine Zidane   | Milieu    | 1994-2006 | 108        | 31   |
| 8    | Patrick Vieira    | Milieu    | 1997-2009 | 107        | 6    |
| 9    | Didier Deschamps  | Milieu    | 1989-2000 | 103        | 4    |
| 10   | Laurent Blanc     | Défenseur | 1989-2000 | 97         | 16   |
| 10   | Bixente Lizarazu  | Défenseur | 1992-2004 | 97         | 2    |
| 10   | Karim Benzema     | Attaquant | 2007-2022 | 97         | 37   |

#### Détenteurs successifs du record
Parmi les onze joueurs ayant pris part au premier match en 1904, six participent aux deux matchs de 1905. Quatre d'entre eux (Gaston Cyprès, Marius Royet, Adrien Filez et Louis Mesnier) jouent le quatrième match de l'équipe de France en avril 1906. Seuls Cyprès et Royet jouent le cinquième. Le 21 avril 1907, Marius Royet devient le seul joueur à avoir participé aux six premiers matchs de l'équipe de France, et devient donc le premier joueur unique détenteur du record. Il participe à neuf des dix premiers matchs de la France, portant le record à neuf sélections le 10 mai 1908.
Le 30 avril 1911, Jean Rigal obtient sa 10e sélection, une semaine après avoir égalé le record de Royet. Le 29 octobre 1911, lors du match suivant de l'équipe de France, Louis Mesnier, qui avait participé au premier match de la France en 1904, égale le record de 10 sélections, Rigal n'étant pas sélectionné. Les deux joueurs obtiennent leur 11e sélection le 28 janvier 1912, pour ce qui est la dernière de Rigal. Mesnier devient seul détenteur du record le 18 février 1912 pour sa 12e sélection.
Mesnier obtient sa 14e et dernière sélection le 12 janvier 1913. Le même jour, Jean Ducret, qui enchaine les sélections depuis 1910, obtient sa 12e. Il dépasse Mesnier seulement deux mois plus tard, le 9 mars 1913, pour sa 15e sélection, portant le record à 20 sélections le 29 mars 1914.
| Nom              | Période   | Date du record    | Durée du record   | Sélection du record | Sélections totales |
| ---------------- | --------- | ----------------- | ----------------- | ------------------- | ------------------ |
| Marius Royet     | 1904-1908 | 21 avril 1907     | 4 ans, 9 jours    | 6e                  | 9                  |
| Jean Rigal       | 1909-1912 | 30 avril 1911     | 294 jours         | 10e                 | 11                 |
| Louis Mesnier    | 1904-1913 | 18 février 1912   | 1 an, 19 jours    | 12e                 | 14                 |
| Jean Ducret      | 1910-1914 | 9 mars 1913       | 9 ans, 325 jours  | 15e                 | 20                 |
| Raymond Dubly    | 1913-1925 | 28 janvier 1923   | 5 ans, 43 jours   | 21e                 | 31                 |
| Jules Devaquez   | 1920-1929 | 11 mars 1928      | 10 ans, 317 jours | 32e                 | 41                 |
| Étienne Mattler  | 1930-1940 | 22 janvier 1939   | 16 ans, 276 jours | 42e                 | 46                 |
| Roger Marche     | 1947-1959 | 25 octobre 1955   | 27 ans, 345 jours | 47e                 | 63                 |
| Marius Trésor    | 1971-1983 | 5 octobre 1983    | 1 an, 341 jours   | 64e                 | 65                 |
| Maxime Bossis    | 1976-1986 | 11 septembre 1985 | 6 ans, 161 jours  | 66e                 | 76                 |
| Manuel Amoros    | 1982-1992 | 19 février 1992   | 7 ans, 36 jours   | 77e                 | 82                 |
| Didier Deschamps | 1989-2000 | 27 mars 1999      | 4 ans, 34 jours   | 83e                 | 103                |
| Marcel Desailly  | 1993-2004 | 30 avril 2003     | 3 ans, 54 jours   | 104e                | 116                |
| Lilian Thuram    | 1994-2008 | 23 juin 2006      | 16 ans, 170 jours | 117e                | 142                |
| Hugo Lloris      | 2008-2022 | 10 décembre 2022  | 2 ans, 249 jours  | 143e                | 145                |

#### Âge
| Critère              | Nom            | Donnée                     | Date            | Adversaire | Réf   |
| -------------------- | -------------- | -------------------------- | --------------- | ---------- | ----- |
| Joueur le plus jeune | Félix Vial     | 17 ans, 2 mois et 15 jours | 29 octobre 1911 | Luxembourg | [ 7 ] |
| Joueur le plus âgé   | Olivier Giroud | 37 ans, 9 mois et jours    | 9 juillet 2024  | Espagne    | [ 8 ] |

À cause d'une erreur sur l'état civil de Jules Verbrugge introduite sur son article Wikipédia en 2012, celui-ci a été considéré à tort comme le plus jeune international français dans les années 2010. La confusion vient du fait que certaines sources[Lesquelles ?] indiquaient à l'époque, visiblement sans fondement, que J. Verbrugge était mort lors de la Première Guerre mondiale. Parmi les trois Verbrugges et les quatorze Verbrugghes mort pour la France, un Julien Verbrugghe, né en 1889, a été considéré comme le bon, puis comme le plus jeune international car sa première sélection aurait alors eu lieu à 16 ans et 10 mois. L'information a été reprise telle quelle de Wikipédia, sans vérification ni remise en question, de la part du site internet de la FFF et des principaux médias comme L’Équipe, So Foot, France info, Eurosport, TF1 ou encore France Football, surtout en septembre 2020 lors de la première sélection d'Eduardo Camavinga à l'âge de 17 ans. L'erreur est rétablie peu après par Pierre Cazal sur son site Chroniques bleues, qui lui attribue son bon état civil. Jules Verbrugge, né en 1886 et non en 1889 (date de naissance de Julien Verbrugghe, qui n'a probablement jamais joué au football) a été sélectionné pour la première fois à 20 ans, ce qui n'en fait donc pas le plus jeune international.

#### Divers
| Critère             | Nom            | Donnée                      | Date                            | Réf               |
| ------------------- | -------------- | --------------------------- | ------------------------------- | ----------------- |
| Record de capitanat | Hugo Lloris    | 121                         | 2010-2022                       | [ 16 ]            |
| Plus grande période | Larbi Benbarek | 15 ans, 10 mois et 12 jours | 4 décembre 1938-16 octobre 1954 | [réf. nécessaire] |

#### Longévité
| Joueur            | Poste             | Durée                       | Sélection         | Sélection        | Statistiques | Statistiques |
| Joueur            | Poste             | Durée                       | Première          | Dernière         | Match        | But          |
| ----------------- | ----------------- | --------------------------- | ----------------- | ---------------- | ------------ | ------------ |
| Larbi Benbarek    | Attaquant         | 15 ans, 10 mois et 12 jours | 4 décembre 1938   | 16 octobre 1954  | 17           | 3            |
| Karim Benzema     | Attaquant         | 15 ans, 2 mois et 16 jours  | 28 mars 2007      | 13 juin 2022     | 97           | 37           |
| Steve Mandanda    | Gardien de but    | 14 ans, 6 mois et 3 jours   | 27 mai 2008       | 30 novembre 2022 | 35           | 0            |
| Hugo Lloris       | Gardien de but    | 14 ans et 29 jours          | 19 novembre 2008  | 18 décembre 2022 | 145          | 0            |
| Juste Brouzes     | Milieu de terrain | 13 ans, 11 mois et 28 jours | 31 mai 1914       | 29 mai 1928      | 6            | 3            |
| Ernest Gravier    | Défenseur         | 13 ans, 10 mois et 10 jours | 1er janvier 1911  | 11 novembre 1924 | 11           | 1            |
| Lilian Thuram     | Défenseur         | 13 ans, 9 mois et 27 jours  | 17 août 1994      | 13 juin 2008     | 142          | 2            |
| Pierre Chayriguès | Gardien de but    | 13 ans, 6 mois et 22 jours  | 29 octobre 1911   | 21 mai 1925      | 21           | 0            |
| Roger Courtois    | Attaquant         | 13 ans, 3 mois et 17 jours  | 6 décembre 1933   | 23 mars 1947     | 22           | 10           |
| Henri Michel      | Milieu de terrain | 13 ans et 24 jours          | 17 septembre 1967 | 11 octobre 1980  | 58           | 4            |

#### Matchs consécutifs
| Joueur            | Poste             | Matchs consécutifs | Début de série   | Début de série | Fin de série     | Fin de série         | Durée                     |
| ----------------- | ----------------- | ------------------ | ---------------- | -------------- | ---------------- | -------------------- | ------------------------- |
| Antoine Griezmann | Milieu de terrain | 84                 | 31 août 2017     | Pays-Bas       | 21 novembre 2023 | Grèce                | 6 ans, 2 mois et 21 jours |
| Patrick Vieira    | Milieu de terrain | 44                 | 9 octobre 1999   | Islande        | 16 octobre 2002  | Malte                | 3 ans et 7 jours          |
| Manuel Amoros     | Défenseur         | 35                 | 30 octobre 1985  | Luxembourg     | 5 septembre 1989 | Norvège              | 3 ans, 10 mois et 6 jours |
| Luis Fernandez    | Milieu de terrain | 34                 | 10 novembre 1982 | Pays-Bas       | 25 juin 1986     | Allemagne de l'Ouest | 3 ans, 7 mois et 15 jours |
| Kylian Mbappé     | Attaquant         | 31                 | 9 juin 2017      | Suède          | 11 juin 2019     | Andorre              | 2 ans et 2 jours          |
| Didier Deschamps  | Milieu de terrain | 30                 | 5 septembre 1990 | Islande        | 22 mars 1994     | Chili                | 3 ans, 6 mois et 17 jours |

Le terme « matchs consécutifs » veut dire que le joueur a pris part (en tant que titulaire ou tant que remplaçant entrant en jeu), à l'ensemble des matchs joués par l'équipe de France durant une période donnée.

### Buteurs

#### Meilleurs buteurs
| Rang | Nom               | Période   | Buts | Sélections |
| ---- | ----------------- | --------- | ---- | ---------- |
| 1    | Olivier Giroud    | 2011-2024 | 57   | 137        |
| 2    | Thierry Henry     | 1997-2010 | 51   | 123        |
| 3    | Kylian Mbappé     | 2017-0000 | 50   | 87         |
| 4    | Antoine Griezmann | 2014-2024 | 44   | 137        |
| 5    | Michel Platini    | 1972-1987 | 41   | 72         |
| 6    | Karim Benzema     | 2007-2022 | 37   | 97         |
| 7    | David Trezeguet   | 1998-2008 | 34   | 71         |
| 8    | Zinédine Zidane   | 1994-2006 | 31   | 108        |
| 9    | Just Fontaine     | 1953-1960 | 30   | 21         |
| 9    | Jean-Pierre Papin | 1986-1995 | 30   | 54         |

#### Détenteurs successifs du record
Louis Mesnier est le premier buteur de l'histoire de l'équipe de France lors du premier match contre la Belgique le 1er mai 1904. Marius Royet et Gaston Cyprès marquent également lors de ce match. Cyprès devient seul meilleur buteur le 12 février 1905 avec un total de deux buts. Il est rejoint par Royet le 21 avril 1907, qui marque un second but. André François les dépasse après un troisième but marqué le 10 mai 1908.
Eugène Maës, premier grand attaquant de l'équipe de France, s'empare du record le 30 avril 1911 avec un quatrième but en seulement 5 sélections. Momentanément rejoint par Mesnier, auteur d'un quatrième but le 29 octobre 1911, plus de 7 ans après son premier, Maës reprend le record le 28 janvier 1912, marquant un cinquième but. Il le porte à 15 buts en seulement 11 sélections en moins de 3 ans, après un quintuplet le 20 avril 1913 lors de sa dernière sélection.
| Nom                                      | Période   | Date du record   | Durée du record   | Buts du record | Buts totaux |
| ---------------------------------------- | --------- | ---------------- | ----------------- | -------------- | ----------- |
| Louis Mesnier Marius Royet Gaston Cyprès |           | 1er mai 1904     | 287 jours         | 1er            | 6 2         |
| Gaston Cyprès                            | 1904-1908 | 12 février 1905  | 2 ans, 68 jours   | 2e             | 2           |
| Marius Royet                             | 1904-1908 | 21 avril 1907    | 1 an, 19 jours    | 2e             | 2           |
| André François                           | 1906-1908 | 10 mai 1908      | 2 ans, 355 jours  | 3e             | 3           |
| Eugène Maës                              | 1911-1913 | 30 avril 1911    | 182 jours         | 4e             | 15          |
| Louis Mesnier                            | 1904-1913 | 29 octobre 1911  | 91 jours          | 4e             | 6           |
| Eugène Maës                              | 1911-1913 | 28 janvier 1912  | 16 ans, 24 jours  | 5e             | 15          |
| Paul Nicolas                             | 1920-1931 | 21 février 1928  | 10 ans, 104 jours | 16e            | 20          |
| Jean Nicolas                             | 1933-1938 | 5 juin 1938      | 21 ans, 159 jours | 21e            | 21          |
| Just Fontaine                            | 1953-1960 | 11 novembre 1959 | 24 ans, 221 jours | 22e            | 30          |
| Michel Platini                           | 1976-1987 | 19 juin 1984     | 23 ans, 120 jours | 31e            | 41          |
| Thierry Henry                            | 1997-2010 | 17 octobre 2007  | 15 ans, 48 jours  | 42e            | 51          |
| Olivier Giroud                           | 2011-2024 | 4 décembre 2022  | 2 ans, 255 jours  | 52e            | 57          |

#### Âge
| Critère              | Nom              | Donnée            | Date         | Adversaire | Réf               |
| -------------------- | ---------------- | ----------------- | ------------ | ---------- | ----------------- |
| Joueur le plus jeune | Maurice Gastiger | 17 ans, 156 jours | 8 mars 1914  | Suisse     | [réf. nécessaire] |
| Joueur le plus âgé   | Olivier Giroud   | 37 ans, 178 jours | 26 mars 2024 | Chili      | [ 20 ]            |

#### Jalons
- Premier but de l'équipe de France : Louis Mesnier face à la  Belgique (3-3, le 1er mai 1904).
- 100e but de l'équipe de France : Édouard Crut face à la  Belgique (4-3, le 11 avril 1926).
- 500e but de l'équipe de France : Maryan Wisniewski face à la  Yougoslavie (4-5, le 6 juillet 1960).
- 1000e but de l'équipe de France : Emmanuel Petit face au  Brésil en finale de la Coupe du monde (3-0, le 12 juillet 1998).
- 1500e but de l'équipe de France : Antoine Griezmann face à  l'Islande en éliminatoires de l'Euro de football 2020 (4-0, le 25 mars 2019).
- 1600e but de l'équipe de France[pertinence contestée] : Kylian Mbappé face à  l'Argentine finale de la Coupe du monde (3-3, le 18 décembre 2022).

#### Buteurs multiples
Joueurs ayant réalisé un quintuplé : 2, 
- Eugène Maës (en 1913 face au  Luxembourg).
- Thadée Cisowski (en 1956 face à la  Belgique).

Joueurs ayant réalisé un quadruplé : 4, 
- Jean Sécember (en 1932 face à la  Bulgarie).
- Jean Nicolas (en 1934 face au  Luxembourg).
- Just Fontaine (en 1958 face à la  RFA).
- Kylian Mbappé (en 2021 face au  Kazakhstan).

Doublé sur penalty : 
- Jean-François Larios (en 1980 face à  Chypre)
- Kylian Mbappé (en 2022 face à  l'Argentine).

#### Divers
- Le coup du chapeau le plus rapide : Charly Loubet en 11 minutes (42e, 47e et 53e) face au  Luxembourg (3-1), le 23 décembre 1967.
- Le but le plus rapide : 13 secondes par Bradley Barcola contre l’Italie le 6 septembre 2024. Il devance Bernard Lacombe (32 secondes) contre l'Italie le 2 juin 1978, Franck Sauzée (34 secondes) contre  l'Albanie (5-0), le 30 mars 1991, Émile Veinante (35 secondes)[Note 3] buteur contre  la Belgique lors de la Coupe du monde 1938 et Louis Saha (36 secondes) buteur contre les  Iles Féroé le 11 octobre 2006.

### Passeurs

#### Meilleurs passeurs
Liste des meilleurs passeurs en équipe de France de football
| Rang | Nom               | Période   | Passes décisives | Sélections |
| ---- | ----------------- | --------- | ---------------- | ---------- |
| 1    | Antoine Griezmann | 2014-2024 | 30               | 137        |
| 2    | Kylian Mbappé     | 2017-     | 32               | 87         |
| 3    | Thierry Henry     | 1997-2010 | 27               | 123        |
| 4    | Zinédine Zidane   | 1994-2006 | 26               | 108        |
| 5    | Raymond Kopa      | 1952-1962 | 20               | 45         |
| 5    | Michel Platini    | 1976-1987 | 20               | 72         |
| 5    | Youri Djorkaeff   | 1993-2002 | 20               | 82         |
| 8    | Sylvain Wiltord   | 1999-2006 | 18               | 92         |
| 9    | Franck Ribéry     | 2006-2014 | 17               | 81         |
| 9    | Karim Benzema     | 2007-2022 | 17               | 97         |

## Par compétition

### Coupe du monde
- Premier match : France-Mexique (4-1) le 13 juillet 1930, à Montevideo.
- Premier buteur de l'histoire des Coupes du Monde Lucien Laurent le 13 juillet 1930 lors de France-Mexique (4-1)
- Joueurs ayant participé au plus grand nombre de matchs : Hugo Lloris (2010, 2014, 2018 et 2022) 20 matchs.
- Plus grand nombre de participations à une phase finale : 4, Thierry Henry (1998, 2002, 2006 et 2010) et Hugo Lloris (2010, 2014, 2018 et 2022).
- Meilleur buteur français de l'histoire de la Coupe du monde de football : Just Fontaine 13 buts
- Record de buts marqués en phase finale : 23 en 1958.
- Plus petit nombre de buts marqués en phase finale : 0 en 2002.
- Meilleur buteur français sur une édition : Just Fontaine en 1958, 13 buts.
- Meilleur buteur français sur un match : Just Fontaine, 4 buts, lors de  France-RFA  (6-3) en 1958.
- Buteurs lors de 3 coupes du mondes différentes : Michel Platini et Dominique Rocheteau en 1978, 1982 et 1986.
- Meilleur joueur de la Coupe du monde (Ballon d'or Adidas) : Zinédine Zidane en 2006.
- 3e meilleur joueur de la Coupe du monde (Ballon de bronze Adidas) : Antoine Griezmann en 2018.
- Meilleur gardien de la Coupe du monde (Gant d'or) : Fabien Barthez en 1998.
- Meilleurs jeunes joueurs de la Coupe du monde: Manuel Amoros, Paul Pogba et Kylian Mbappé  en 1982, 2014 et 2018.
- But du Tournoi de la Coupe du monde : Benjamin Pavard en 2018.
- Meilleur buteur de la Coupe du monde : Just Fontaine en 1958 et Kylian Mbappé en 2022

### Championnat d'Europe
- Premier match en phase finale :  France-Yougoslavie  (4-5) le 6 juillet 1960, à Paris.
- Premier buteur de l'histoire des championnats d'Europe des nations pour la France : Jean Vincent le 6 juillet 1960 lors de France-Yougoslavie (4-5).
- Joueur ayant participé au plus grand nombre de matchs : Lilian Thuram (1996, 2000, 2004 et 2008), 16 matchs.
- Plus grand nombre de participations à une phase finale : 4, Lilian Thuram (1996, 2000, 2004 et 2008), Steve Mandanda (2008, 2012, 2016 et 2020)[23] et Olivier Giroud (2012, 2016, 2020, 2024).
- Meilleur buteur français de l'histoire du Championnat d'Europe de football : Michel Platini 9 buts, devant  Antoine Griezmann (7 buts), Thierry Henry (6 buts) et Zinédine Zidane (5 buts).
- Record de buts marqués en phase finale : 14 en 1984.
- Plus petit nombre de buts marqués en phase finale : 1 en 2008.
- Plus grand nombre de buts marqués en un match : 5 face à la  Belgique (5-0) en 1984 et face à  l'Islande  (5-2) en 2016
- Plus grand nombre de buts encaissés en un match : 5 face à la  Yougoslavie (4-5) en 1960.
- Meilleur buteur français sur une édition : Michel Platini en 1984, 9 buts.
- Meilleur buteur français sur un match : Michel Platini, 3 buts, lors de  France-Belgique  (5-0) et lors de  France-Yougoslavie  (3-2) en 1984.
- Français meilleur buteur d'un Euro : Michel Platini, 9 buts (1984) et Antoine Griezmann, 6 buts (2016).
- Français désigné meilleur joueur d'un Euro : Michel Platini (1984), Zinédine Zidane (2000) et Antoine Griezmann (2016).
- Membre de l'équipe du tournoi :
  - Jean Tigana, Michel Platini, Alain Giresse (1984)
  - Jocelyn Angloma, Laurent Blanc (1992)
  - Laurent Blanc, Marcel Desailly, Didier Deschamps (1996)
  - Fabien Barthez, Lilian Thuram, Laurent Blanc, Marcel Desailly, Patrick Vieira, Zinédine Zidane, Thierry Henry (2000)
  - Zinédine Zidane (2004)
  - Antoine Griezmann, Dimitri Payet (2016)
  - Mike Maignan, William Saliba (2024)[24]

### Coupe des confédérations
- Premier match : Corée du Sud-France (0-5) le 30 mai 2001, à Daegu.
- Premier buteur de l'histoire en Coupe des confédérations pour la France : Steve Marlet le 30 mai 2001 lors de France-Corée du Sud (5-0).
- Joueurs ayant participé au plus grand nombre de matchs : Sylvain Wiltord et Robert Pirès, 10 matchs (2001 et 2003).
- Meilleur buteur français de l'histoire de la Coupe des confédérations : Robert Pirès 5 buts, devant Thierry Henry (4 buts) et Sylvain Wiltord (3 buts).
- Record de buts marqués en phase finale : 12 en 2001 et en 2003.
- Plus grand nombre de buts marqués en un match : 5 face à la Corée du Sud (5-0) en 2001  et face à la Nouvelle-Zélande (5-0) en 2003.
- Plus grand nombre de buts encaissés en un match : 2 face à la Turquie (3-2) en 2003.
- Meilleur buteur français sur une édition : Thierry Henry en 2003, 4 buts.
- Meilleur buteur français sur un match : Éric Carrière, 2 buts, lors de France-Mexique (4-0) en 2001.

### Ligue des nations
- Premier match : Allemagne - France (0-0), le 6 septembre 2018, à Munich.
- Premier buteur de l'histoire en Ligue des nations pour la France : Kylian Mbappé le 9 septembre 2018 lors de France - Pays-Bas (2-1).
- Joueurs ayant participé au plus grand nombre de matchs : Antoine Griezmann 13 matchs (2018 ; 2020 ; 2022; 2024).
- Meilleur buteur français de l'histoire de la Ligue des nations : Kylian Mbappé (2018 ; 2020 ; 2023) : 5 buts .
- Record de capitanat de l'histoire de la Ligue des nations : Hugo Lloris, 11 matchs (2018 ; 2020 ; 2022)
- Record de buts marqués sur une édition : 17 en 2020.
- Plus grand nombre de buts marqués en un match : 4 : face à la Croatie, (4-2) le 8 septembre 2020  face à la Suède, (4-2) le 17 novembre 2020, et face à Israël, (1-4) le 10 octobre 2024.
- Plus grand nombre de buts encaissés en un match : 2 face aux Pays-Bas (0-2), le 16 novembre 2018, face à la Croatie (4-2), le 8 septembre 2020 , face à la Suède, (4-2) le 17 novembre 2020 et face à la Belgique (3-2) 7 octobre 2021, le 3 juin 2022, face au Danemark (1-2).
- Meilleur buteur français sur une édition : Kylian Mbappé (en 2021), 4 buts.
- Meilleur buteur français sur un match : Antoine Griezmann, lors de France-Allemagne (2-1) en 2018 et Olivier Giroud lors de France-Suède (4-2) en 2020 : 2 buts.

## Résultats par pays
Le tableau suivant présente les résultats de l'équipe de France
| Adversaire         | J   | G   | N   | P   | Bp   | Bc   | Diff | Premier match                        | Dernier match                            |
| ------------------ | --- | --- | --- | --- | ---- | ---- | ---- | ------------------------------------ | ---------------------------------------- |
| Afrique du Sud     | 5   | 3   | 1   | 1   | 11   | 3    | +8   | 11/10/1997 (2-1) à Lens              | 29/03/2022 (5-0) à Villeneuve-d'Ascq     |
| Albanie            | 9   | 7   | 1   | 1   | 20   | 4    | +16  | 17/11/1990 (1-0) à Tirana            | 17/11/2019 (2-0) à Tirana                |
| Algérie            | 1   | 1   | 0   | 0   | 4    | 1    | +3   | 06/10/2001 (4-1) à Saint-Denis       | 06/10/2001 (4-1) à Saint-Denis           |
| Allemagne          | 35  | 16  | 8   | 11  | 53   | 50   | +3   | 15/03/1931 (1-0) à Colombes          | 08/06/2025 (2-0) à Stuttgart             |
| Allemagne de l'Est | 7   | 2   | 2   | 3   | 8    | 7    | +1   | 16/11/1974 (2-2) à Paris             | 24/01/1990 (3-0) à Koweït City           |
| Andorre            | 5   | 5   | 0   | 0   | 14   | 0    | +14  | 14/10/1998 (2-0) à Saint-Denis       | 10/09/2019 (3-0) à Saint-Denis           |
| Angleterre         | 34  | 11  | 6   | 17  | 45   | 75   | -30  | 10/05/1923 (1-4) à Paris             | 10/12/2022 (2-1) à Al-Khor               |
| Arabie saoudite    | 1   | 1   | 0   | 0   | 4    | 0    | +4   | 18/06/1998 (4-0) à Saint-Denis       | 18/06/1998 (4-0) à Saint-Denis           |
| Argentine          | 13  | 3   | 4   | 6   | 14   | 18   | -4   | 15/07/1930 (0-1) à Montevideo        | 18/12/2022 (3-3) à Lusail                |
| Arménie            | 5   | 5   | 0   | 0   | 14   | 2    | +12  | 05/06/1996 (2-0) à Villeneuve-d'Ascq | 08/10/2015 (4-0) à Nice                  |
| Australie          | 6   | 4   | 1   | 1   | 14   | 4    | +10  | 26/05/1994 (1-0) à Kōbe              | 22/11/2022 (4-1) à Al Wakrah             |
| Autriche           | 26  | 14  | 3   | 9   | 43   | 41   | +2   | 19/04/1925 (0-4) à Paris             | 17/06/2024 (1-0) à Düsseldorf            |
| Azerbaïdjan        | 2   | 2   | 0   | 0   | 12   | 0    | +12  | 13/12/1994 (2-0) à Trabzon           | 06/09/1995 (10-0) à Auxerre              |
| Belgique           | 78  | 29  | 19  | 30  | 136  | 163  | -27  | 01/05/1904 (3-3) à Uccle             | 14/10/2024 (2-1) à Bruxelles             |
| Biélorussie        | 6   | 3   | 2   | 1   | 10   | 6    | +4   | 03/09/2010 (0-1) à Saint-Denis       | 10/10/2017 (2-1) à Saint-Denis           |
| Bolivie            | 1   | 1   | 0   | 0   | 2    | 0    | +2   | 02/06/2019 (2-0) à Nantes            | 02/06/2019 (2-0) à Nantes                |
| Bosnie-Herzégovine | 6   | 3   | 3   | 0   | 8    | 4    | +4   | 18/08/2004 (1-1) à Rennes            | 01/09/2021 (1-1) à Strasbourg            |
| Brésil             | 15  | 5   | 4   | 6   | 18   | 24   | -6   | 24/06/1958 (2-5) à Solna             | 26/03/2015 (1-3) à Saint-Denis           |
| Bulgarie           | 23  | 11  | 4   | 8   | 41   | 26   | +15  | 09/06/1932 (5-3) à Sofia             | 08/06/2021 (3-0) à Saint-Denis           |
| Cameroun           | 3   | 2   | 1   | 0   | 5    | 3    | +2   | 04/10/2000 (1-1) à Saint-Denis       | 30/05/2016 (3-2) à Nantes                |
| Canada             | 2   | 1   | 1   | 0   | 1    | 0    | +1   | 01/06/1986 (1-0) à León              | 09/06/2024 (0-0) à Bordeaux              |
| Chili              | 6   | 3   | 1   | 2   | 14   | 7    | +7   | 19/07/1930 (0-1) à Montevideo        | 26/03/2024 (3-2) à Marseille             |
| Chine              | 2   | 1   | 0   | 1   | 3    | 2    | +1   | 07/06/2006 (3-1) à Saint-Étienne     | 04/06/2010 (0-1) à Saint-Pierre          |
| Chypre             | 8   | 7   | 1   | 0   | 27   | 2    | +25  | 11/10/1980 (7-0) à Limassol          | 12/10/2005 (4-0) à Saint-Denis           |
| Colombie           | 4   | 3   | 0   | 1   | 7    | 5    | +2   | 18/06/1972 (3-2) à Salvador de Bahia | 23/03/2018 (2-3) à Saint-Denis           |
| Corée du Sud       | 3   | 2   | 1   | 0   | 9    | 3    | +6   | 30/05/2001 (5-0) à Daegu             | 18/06/2006 (1-1) à Leipzig               |
| Costa Rica         | 2   | 2   | 0   | 0   | 5    | 3    | +2   | 09/11/2005 (3-2) à Fort-de-France    | 26/05/2010 (2-1) à Lens                  |
| Côte d'Ivoire      | 3   | 2   | 1   | 0   | 5    | 1    | +4   | 17/08/2005 (3-0) à Montpellier       | 25/03/2022 (2-1) à Marseille             |
| Croatie            | 12  | 7   | 3   | 2   | 22   | 12   | +10  | 08/07/1998 (2-1) à Saint-Denis       | 13/06/2022 (2-0) à Saint-Denis           |
| Danemark           | 19  | 9   | 2   | 8   | 23   | 42   | -19  | 19/10/1908 (0-9) à Londres           | 26/11/2022 (2-1) à Doha                  |
| Écosse             | 17  | 9   | 0   | 8   | 27   | 16   | +11  | 18/05/1930 (0-2) à Colombes          | 17/10/2023 (4-1) à Villeneuve-d'Ascq     |
| Égypte             | 1   | 1   | 0   | 0   | 5    | 0    | +5   | 30/04/2003 (5-0) à Saint-Denis       | 30/04/2003 (5-0) à Saint-Denis           |
| Équateur           | 2   | 1   | 1   | 0   | 2    | 0    | +2   | 27/05/2008 (2-0) à Grenoble          | 25/06/2014 (0-0) à Rio de Janeiro        |
| Espagne            | 38  | 13  | 7   | 18  | 44   | 71   | -27  | 30/04/1922 (0-4) au Bouscat          | 05/06/2025 (4-5) à Stuttgart             |
| Estonie            | 1   | 1   | 0   | 0   | 4    | 0    | +4   | 05/06/2012 (4-0) au Mans             | 05/06/2012 (4-0) au Mans                 |
| États-Unis         | 4   | 3   | 1   | 0   | 11   | 1    | +10  | 02/05/1979 (6-0) à East Rutherford   | 09/06/2018 (1-1) à Décines-Charpieu      |
| Îles Féroé         | 6   | 6   | 0   | 0   | 22   | 0    | +22  | 08/09/2004 (2-0) à Tórshavn          | 10/10/2009 (5-0) à Guingamp              |
| Finlande           | 11  | 10  | 0   | 1   | 22   | 5    | +17  | 25/09/1960 (2-1) à Helsinki          | 16/11/2021 (2-0) à Helsinki              |
| Géorgie            | 4   | 3   | 1   | 0   | 7    | 1    | +6   | 02/09/2006 (3-0) à Tbilissi          | 06/09/2013 (0-0) à Tbilissi              |
| Gibraltar          | 2   | 2   | 0   | 0   | 17   | 0    | +17  | 16/06/2023 (3-0) à Faro              | 18/11/2023 (14-0) à Nice                 |
| Grèce              | 10  | 7   | 2   | 1   | 26   | 9    | +17  | 01/10/1958 (7-1) à Paris             | 21/11/2023 (2-2) à Néa Filadélfia        |
| Honduras           | 1   | 1   | 0   | 0   | 3    | 0    | +3   | 15/06/2014 (3-0) à Porto Alegre      | 15/06/2014 (3-0) à Porto Alegre          |
| Hongrie            | 23  | 8   | 3   | 12  | 32   | 48   | -16  | 01/01/1911 (0-3) à Maisons-Alfort    | 19/06/2021 (1-1) à Budapest              |
| Iran               | 1   | 1   | 0   | 0   | 2    | 1    | +1   | 11/05/1978 (2-1) à Toulouse          | 11/05/1978 (2-1) à Toulouse              |
| Irlande            | 19  | 10  | 5   | 4   | 25   | 15   | +10  | 23/05/1937 (0-2) à Colombes          | 07/09/2023 (2-0) à Saint-Denis           |
| Irlande du Nord    | 9   | 6   | 3   | 0   | 22   | 4    | +18  | 21/02/1928 (4-0) à Montrouge         | 18/08/1999 (1-0) à Belfast               |
| Islande            | 15  | 11  | 4   | 0   | 42   | 12   | +30  | 02/06/1957 (8-0) à Nantes            | 11/10/2019 (1-0) à Reykjavik             |
| Israël             | 11  | 5   | 5   | 1   | 19   | 7    | +12  | 27/01/1988 (1-1) à Ramat Gan         | 14/11/2024 (0-0) à Saint-Denis           |
| Italie             | 41  | 12  | 10  | 19  | 60   | 86   | -26  | 15/05/1910 (2-6) à Milan             | 17/11/2024 (1-3) à Milan                 |
| Jamaïque           | 1   | 1   | 0   | 0   | 8    | 0    | +8   | 08/06/2014 (8-0) à Villeneuve-d'Ascq | 08/06/2014 (8-0) à Villeneuve-d'Ascq     |
| Japon              | 6   | 4   | 1   | 1   | 14   | 5    | +9   | 29/05/1994 (4-1) à Tokyo             | 12/10/2012 (0-1) à Saint-Denis           |
| Kazakhstan         | 2   | 2   | 0   | 0   | 10   | 0    | +10  | 28/03/2021 (2-0) à Nour-Soultan      | 13/11/2021 (8-0) à Paris                 |
| Koweït             | 2   | 2   | 0   | 0   | 5    | 1    | +4   | 21/06/1982 (4-1) à Valladolid        | 21/01/1990 (1-0) à Koweït City           |
| Lettonie           | 1   | 1   | 0   | 0   | 7    | 0    | +7   | 27/05/1924 (7-0) à Saint-Ouen        | 27/05/1924 (7-0) à Saint-Ouen            |
| Lituanie           | 4   | 4   | 0   | 0   | 5    | 0    | +5   | 24/03/2007 (1-0) à Kaunas            | 01/04/2009 (1-0) à Saint-Denis           |
| Luxembourg         | 19  | 17  | 1   | 1   | 74   | 12   | +62  | 29/10/1911 (4-1) à Luxembourg        | 05/06/2024 (3-0) à Metz                  |
| Malte              | 2   | 2   | 0   | 0   | 10   | 0    | +10  | 16/10/2002 (4-0) à La Valette        | 29/03/2003 (6-0) à Lens                  |
| Maroc              | 6   | 4   | 2   | 0   | 14   | 6    | +8   | 05/02/1988 (2-1) à Monaco            | 14/12/2022 (2-0) à Al-Khor               |
| Mexique            | 7   | 5   | 1   | 1   | 15   | 6    | +9   | 13/07/1930 (4-1) à Montevideo        | 17/06/2010 (0-2) à Polokwane             |
| Moldavie           | 2   | 2   | 0   | 0   | 6    | 2    | +4   | 22/03/2019 (4-1) à Chisinau          | 14/11/2019 (2-1) à Saint-Denis           |
| Nigeria            | 2   | 1   | 0   | 1   | 2    | 1    | +1   | 02/06/2009 (0-1) à Saint-Étienne     | 30/06/2014 (2-0) à Brasilia              |
| Norvège            | 15  | 7   | 4   | 4   | 22   | 15   | +7   | 28/10/1923 (0-2) à Paris             | 27/05/2014 (4-0) à Saint-Denis           |
| Nouvelle-Zélande   | 1   | 1   | 0   | 0   | 5    | 0    | +5   | 22/06/2003 (5-0) à Saint-Denis       | 22/06/2003 (5-0) à Saint-Denis           |
| Paraguay           | 5   | 3   | 2   | 0   | 14   | 4    | +10  | 08/06/1958 (7-3) à Norrköping        | 02/06/2017 (5-0) à Rennes                |
| Pays-Bas           | 31  | 15  | 5   | 11  | 53   | 57   | -4   | 10/05/1908 (1-4) à Rotterdam         | 21/06/2024 (0-0) à Leipzig               |
| Pays de Galles     | 6   | 4   | 1   | 1   | 14   | 4    | +10  | 25/05/1933 (1-1) à Colombes          | 02/06/2021 (3-0) à Nice                  |
| Pérou              | 2   | 1   | 0   | 1   | 1    | 1    | 0    | 28/04/1982 (0-1) à Paris             | 21/06/2018 (1-0) à Ekaterinbourg         |
| Pologne            | 18  | 9   | 6   | 3   | 31   | 18   | +13  | 22/01/1939 (4-0) à Paris             | 25/06/2024 (1-1) à Dortmund              |
| Portugal           | 29  | 20  | 3   | 6   | 52   | 31   | +21  | 18/04/1926 (4-2) à Toulouse          | 05/07/2024 (0-0) à Hambourg              |
| Roumanie           | 16  | 8   | 5   | 3   | 21   | 16   | +5   | 12/06/1932 (3-6) à Bucarest          | 10/06/2016 (2-1) à Saint-Denis           |
| Russie             | 7   | 4   | 1   | 2   | 15   | 10   | +5   | 28/07/1993 (3-1) à Caen              | 27/03/2018 (3-1) à Saint-Pétersbourg     |
| Sénégal            | 1   | 0   | 0   | 1   | 0    | 1    | -1   | 31/05/2002 (0-1) à Séoul             | 31/05/2002 (0-1) à Séoul                 |
| Serbie             | 5   | 3   | 2   | 0   | 8    | 4    | +4   | 10/09/2008 (2-1) à Saint-Denis       | 07/09/2015 (2-1) à Bordeaux              |
| Slovaquie          | 4   | 2   | 1   | 1   | 6    | 2    | +4   | 07/09/1994 (0-0) à Bratislava        | 22/08/2007 (1-0) à Trnava                |
| Slovénie           | 3   | 3   | 0   | 0   | 10   | 2    | +8   | 26/04/2000 (3-2) à Saint-Denis       | 10/09/2003 (2-0) à Ljubljana             |
| Suède              | 23  | 12  | 5   | 6   | 34   | 23   | +11  | 10/11/1935 (2-0) à Paris             | 17/11/2020 (4-2) à Saint-Denis           |
| Suisse             | 39  | 16  | 11  | 12  | 70   | 63   | +7   | 12/02/1905 (1-0) à Paris             | 28/06/2021 (3-3) à Bucarest              |
| Tchécoslovaquie    | 20  | 7   | 4   | 9   | 29   | 34   | -5   | 31/08/1920 (1-4) à Anvers            | 04/09/1991 (2-1) à Bratislava            |
| Tchéquie           | 4   | 1   | 2   | 1   | 4    | 5    | -1   | 17/08/1994 (2-2) à Bordeaux          | 12/02/2003 (0-2) à Saint-Denis           |
| Togo               | 1   | 1   | 0   | 0   | 2    | 0    | +2   | 23/06/2006 (2-0) à Cologne           | 23/06/2006 (2-0) à Cologne               |
| Tunisie            | 5   | 2   | 2   | 1   | 7    | 4    | +4   | 19/05/1978 (2-0) à Villeneuve-d'Ascq | 30/11/2022 (0-1) à Al Rayyan             |
| Turquie            | 6   | 4   | 1   | 1   | 13   | 5    | +8   | 09/10/1996 (4-0) à Paris             | 14/10/2019 (1-1) à Saint-Denis           |
| Union soviétique   | 12  | 2   | 6   | 4   | 13   | 18   | -5   | 23/10/1955 (2-2) à Moscou            | 09/09/1987 (1-1) à Moscou                |
| Ukraine            | 12  | 6   | 5   | 1   | 23   | 8    | +15  | 27/03/1999 (0-0) à Saint-Denis       | 04/09/2021 (1-1) à Kiev                  |
| Uruguay            | 10  | 3   | 4   | 3   | 7    | 8    | -1   | 01/06/1924 (1-5) à Colombes          | 20/11/2018 (1-0) à Saint-Denis           |
| Yougoslavie        | 26  | 9   | 7   | 10  | 41   | 39   | +2   | 13/06/1926 (4-1) à Colombes          | 20/11/2002 (3-0) à Saint-Denis           |
| Total              | 925 | 466 | 194 | 265 | 1666 | 1253 | +413 | Belgique, 1er mai 1904 (3-3) à Uccle | Allemagne, 8 juin 2025 (2-0) à Stuttgart |